# Society for Nautical Research
Die Society for Nautical Research (SNR) ist eine 1910 gegründete britische Gesellschaft für Marinegeschichte. Sitz ist Greenwich (London).
Sie hat rund 1600 Mitglieder aus über 30 Ländern (2013) und ist auch thematisch international ausgerichtet.
1921 organisierte sie eine Spendenaktion für die Erhaltung der Victory. Noch heute ist deren Erhaltung eine ihrer Aufgaben. 1926 überwachte sie auch deren Restaurierung im Trockendock. Sie setzt sich ebenso für den Erhalt anderer historischer Schiffe ein, unterstützt Forschungen zur Marinegeschichte und Unterwasserarchäologie, tätigt Ankäufe für das National Maritime Museum in Greenwich, an dessen Gründung 1934 sie beteiligt und dessen erster Direktor Geoffrey Callender, Ehren-Sekretär und Schatzmeister der SNR, war. Auch an der Gründung des National Museum of the Royal Navy in Portsmouth (1938), das aus dem Victory Museum der Gesellschaft entstand, war sie beteiligt, ebenso an der Gründung des National Maritime Museum Cornwall in Falmouth, das neben der Marinegeschichte Cornwalls auch die Sammlung kleinerer Wasserfahrzeuge umfasst, die vorher in Greenwich war.
Sie veranstaltet Konferenzen und Symposien und gibt die Fachzeitschrift Mariner’s Mirror heraus, die seit 1911 vierteljährlich erscheint.
Patron ist zurzeit der Admiral Herzog von Edinburgh und Präsident ist der Herzog von York (2013).